# Rosa schrenkiana
Rosa schrenkiana — вид рослин з родини трояндових (Rosaceae).

## Опис
Кущ 100—150 см заввишки. Гілки мають повздовжні виїмки й парні шипи. Вони можуть бути прямими або злегка зігнутими. Листя складене з 3–5 маленьких листочків. Вони зверху темно-зелені, а знизу білувато-блакитні. Квітки зазвичай з'являються поодиноко. Плоди овальні й червоні, 1.5–2 см завдовжки.

## Поширення
Ендемік Казахстану.
Росте на кам'янистих схилах і біля підніжжя гір. Може рости при невеликій кількості опадів.